# Laremy Tunsil
(en) Statistiques sur pro-football-reference
Laremy Alexander Tunsil, né le 2 août 1994 à Lake City en Floride, est un sportif professionnel américain de football américain jouant au poste d'offensive tackle dans la  la National Football League (NFL). depuis la saison 2016 et pour la franchise des Texans de Houston depuis 2019.

## Biographie

### Carrière universitaire
Laremy Tunsil étudie à l'université du Mississippi où il joue aux les Rebels d'Ole Miss de 2013 à 2015. Il est désigné titulaire au poste de tackle gauche dès sa première saison universitaire et il gagne une réputation nationale.

### Carrière professionnelle
Déclarant se présenter à la draft 2016 de la National Football League, il y est considéré comme le choix no 1 par plusieurs analystes sportifs, les Titans du Tennessee qui détiennent le premier choix ayant besoin d'un joueur au poste de tackle. Néanmoins, l'échange de choix entre Tennessee et les Rams de Los Angeles (qui permet à ces derniers de sélectionner le quarterback Jared Goff)  se fait en défaveur de Tunsil, les Rams étant prioritairement à la recherche d'un quarterback. Pire, le jour de la draft, son compte Twitter est piraté et une photographie de lui fumant avec un bong et un masque à gaz écorne sévèrement son image. Il est finalement sélectionné à la 13e place de la draft par les Dolphins de Miami, les Titans du Tennessee et les Ravens de Baltimore lui préférant respectivement Jack Conklin et Ronnie Stanley. Il est le lineman offensif choisit le plus haut par les Dolphins depuis Jake Long en 2008.
Le poste de tackle gauche étant occupé par le vétéran Branden Albert, Tunsil est désigné guard gauche titulaire au début de la saison 2016. Les Dolphins échangent Albert durant l'intersaison en 2017, laissant la place à Tunsil pour la position de tackle gauche.
Peu avant le début de la saison 2019, il est échangé aux Texans de Houston avec Kenny Stills et deux sélections de draft contre Julién Davenport, Johnson Bademosi et trois sélections de draft, dont deux sélections de premier tour pour 2020 et 2021. Tunsil vient combler un besoin important des Texans dans leur ligne offensive qui avait besoin d'offrir une meilleure protection à leur quarterback Deshaun Watson.